# Dichodontium squarrosum
Dichodontium squarrosum là một loài rêu trong họ Dicranaceae. Loài này được Schrad. Schimp. mô tả khoa học đầu tiên năm 1856.